# Tanga Tanga 3
Tanga Tanga 3 ist ein Kompilationsalbum, produziert von Frauenarzt und DJ Reckless. Es erschien am 20. Dezember 2013 und ist der dritte Teil der Tanga Tanga-Reihe. Bei den ersten Teilen handelte es sich um Soloalben von Frauenarzt.

## Hintergrund
Nach dem großen Erfolg von Die Atzen versuchte sich Frauenarzt auf seine frühen Wurzeln zu besinnen. So erschien im Dezember 2012 das Album R.A.P. zusammen mit DJ Korx. DJ Reckless und Frauenarzt beschlossen 2013, die alte Tanga Tanga-Reihe neu aufzulegen. Tanga Tanga 3 soll die für 2014 angekündigten Soloalben von DJ Reckless und Frauenarzt einleiten. Man versuchte musikalisch den alten Bass-Crew- und Bassboxxx-Sound zu reanimieren, der im Wesentlichen vom Miami Bass der 2 Live Crew beeinflusst war. Die beiden produzierten alle Lieder zusammen, überwiegend auf altem Equipment, einer Roland TR-808, einem E-mu SP-12 und diversen Vocoder. An neuem Equipment wurde eine MPC Renaissance verwendet.
Neben Raps von Frauenarzt und DJ Reckless beteiligten sich langjährige Weggefährten von Frauenarzt und DJ Reckless, wie MC Bogy, Manny Marc, MC Basstard, Aci Krank, Smoky, Taktloss sowie King Orgasmus One an dem Album, zum Teil auch unter Pseudonymen. Ursprünglich für den 6. Dezember 2013 angekündigt, verschob sich der Termin auf den 20. Dezember. Am 30. Dezember erschien ein Video zu Bass Gang mit MC Bogy, Frauenarzt, DJ Reckless, Manny Marc und MC Basstard.

## Titelliste
| #  | Titel                              | Interpret                                                           | Länge |
| -- | ---------------------------------- | ------------------------------------------------------------------- | ----- |
| 1  | Einleitung                         | Frauenarzt & DJ Reckless                                            | 1:06  |
| 2  | Tanga Tanga 3                      | Frauenarzt                                                          | 4:12  |
| 3  | Bass Gang                          | Bass Gang (MC Bogy, Frauenarzt, Manny Marc, Basstard & DJ Reckless) | 3:09  |
| 4  | Wir sind die Freaks                | Frauenarzt & DJ Reckless                                            | 2:44  |
| 5  | Sex & Bass                         | Dr. Sex (Frauenarzt) & Professor Bass (DJ Reckless)                 | 2:56  |
| 6  | Shake zu der 808                   | Aci Krank & Smoky                                                   | 3:35  |
| 7  | Rap ist in (Remix)                 | 2MCs (Frauenarzt & DJ Reckless)                                     | 2:44  |
| 8  | 1234 B.A.S.S.                      | Mega Mix Mike (DJ Reckless) & DJ Atze (Frauenarzt)                  | 3:01  |
| 9  | Mein Schatz                        | DJ Reckless & Frauenarzt                                            | 4:20  |
| 10 | Sexy Sexy                          | Aci Krank                                                           | 2:26  |
| 11 | Arsch & Titten (DJ Reckless Remix) | Frauenarzt                                                          | 3:41  |
| 12 | Tanga Beats                        | Instrumental                                                        | 3:05  |
| 13 | Booty Shake Party 2013             | King Orgasmus One, Frauenarzt, Taktloss & MC Bogy                   | 3:27  |
| 14 | Shake dein Booty                   | DJ Reckless                                                         | 3:51  |
| 15 | Booty Shake 2                      | Frauenarzt & Basstard                                               | 3:14  |

### Bonustitel
Die Titel 13 bis 15 sind als Booty Bass Bonus ausgezeichnet. 300 Pressungen der Erstauflage wurden um eine Kassette der „Bass Gang“ (MC Bogy, Frauenarzt, Manny Marc, Basstard & DJ Reckless) ergänzt:
Seite A:
- Bass Gang (Remix)
- Bass Gangster

Seite B:
- Der Bass geht Boom
- Bass Gang

## Musikstil
Musikalisch lehnen sich Frauenarzt und DJ Reckless bewusst an ihre Anfänge an. Sie verwenden einen klassischen Sound, der vor allem zu den Anfangszeiten des Hip-Hops in Miami, Florida populär war. Vorreiter waren die sexuell anzüglichen und stark umstrittenen 2 Live Crew. Das Genre nimmt seine musikalischen Einflüsse aus dem Electro Funk der 1970er und verwendet einen elektronischen, sehr basslastigen Sound. Textlich bedient das Album vor allem zwei Themen: sexuelle Anzüglichkeiten, insbesondere auf Frauenpos und -brüste bezogen sowie den Bassstil.

## Rezensionen
Oliver Marquardt vergab in der Juice Nummer 156 (Januar/Februar 2014) vier von sechs möglichen Kronen und bezeichnete Tanga Tanga 3 als „sehr unterhaltsames Album“. Die textliche und musikalische Beschränkung lasse trotzdem keine „Monotonie oder Langeweile“ aufkommen, was vor allem an den „basslastigen Beats“ sowie „Arzts lyrischer Dreistigkeit“ läge.